# Francesco Giunta (cantautore)
Francesco Giunta (Palermo, 24 marzo 1952) è un cantautore e produttore discografico italiano, che si occupa prevalentemente di canzone d’autore in siciliano.

## Biografia
Nel 1991 inizia la sua attività pubblicando Li varchi a mari, primo suo “album a tema” autoprodotto, al quale ne seguiranno due (“a tema” anche questi) pubblicati con la BMG-Ariola: Per terre assai lontane nel 1992 e Porta Felice nel 1994.
Nel 1996 fonda l’etichetta discografica Teatro del sole che dirige fino al 2008 (anno in cui l’etichetta cessa le sue attività) con la finalità principale di ristampare in CD l’intera opera discografica di Rosa Balistreri scomparsa nel 1990.
Nel 2021 ha prodotto e pubblicato in vinile il riadattamento in siciliano de La buona novella di Fabrizio De André col titolo A na vistina di casa un ciuriddu cuseru, commentato anche da Michele Neri su Vinile. La pubblicazione è stata possibile grazie al consenso dell’editore e della Fondazione intestata al grande artista genovese e con l’approvazione di Dori Ghezzi che ha dichiarato: “Questa operazione è un atto d’amore”. La copertina del vinile, su licenza della Sony, riproduce la grafica dell’opera originale nella edizione del 1970.

## Discografia
- 1991 –  Li varchi a mari (Cielozero)
- 1992 – Per terre assai lontane (BMG/Ariola)
- 1994 – Porta Felice (BMG/Ariola)
- 1997 – E semu ccà (Teatro del Sole)
- 2012 – Era nicu però mi ricordu (Alfredo Lo Faro)
- 2019 – Troppu very well (Il Cantautore Necessario/Musica del Sud)[14]
- 2021 – La buona novella in siciliano (Il Cantautore Necessario/Musica del Sud)

## Partecipazioni
| Anno | Titolo                  | Album              | Collaborazione                                        | Note                         |
| ---- | ----------------------- | ------------------ | ----------------------------------------------------- | ---------------------------- |
| 1993 | Piccola Italia          | De Angelis         | Edoardo De Angelis                                    |                              |
| 1997 | Piccola Italia          | Antologia d'autore | Edoardo De Angelis                                    |                              |
| 2006 | Canzone del mal di luna | Dedicato a Piovani | Mikrokosmos Orchestra                                 | Da Kaos dei fratelli Taviani |
| 2012 | Alloro                  | Sale di Sicilia    | Edoardo De Angelis                                    |                              |
| 2012 | Spasimo                 | Sale di Sicilia    | Andrea Camilleri, Franco Battiato, Edoardo De Angelis |                              |

## Canzoni interpretate da altri artisti
| Anno | Titolo                  | Album                       | Interprete         |
| ---- | ----------------------- | --------------------------- | ------------------ |
| 2018 | Cala lu suli            | Quando facevo la cantante   | Antonella Ruggiero |
| 2018 | Li me jorna             | Quando facevo la cantante   | Antonella Ruggiero |
| 2019 | Iu c'aiu a tia          | Diventeremo adulti          | Giulia Mei         |
| 2021 | Prima d'essere l'Europa | Io volevo sognare più forte | Edoardo De Angelis |
| 2021 | Le strade d'Europa      | Io volevo sognare più forte | Edoardo De Angelis |